# Mohamed Salah
Mohamed Salah Hamed Mahrous Ghaly (tiếng Ả Rập: محمد صلاح حامد محروس غالي, sinh ngày 15 tháng 6 năm 1992), thường được biết đến với tên gọi Mohamed Salah hay Mo Salah, là một cầu thủ bóng đá chuyên nghiệp người Ai Cập hiện đang thi đấu ở vị trí tiền đạo cho câu lạc bộ Premier League Liverpool và là đội trưởng của đội tuyển bóng đá quốc gia Ai Cập. Nổi tiếng nhờ lối chơi giàu kỹ thuật, tốc độ, khả năng rê bóng tốt và khả năng dứt điểm chuẩn xác, anh được đánh giá là một trong những cầu thủ xuất sắc nhất thế giới trong thế hệ của mình và cũng là một trong những cầu thủ châu Phi vĩ đại nhất mọi thời đại.
Salah bắt đầu sự nghiệp của mình với câu lạc bộ Cairo El Mokawloon tại giải Ngoại hạng Ai Cập vào năm 2010, sau đó gia nhập Basel với một khoản phí không được tiết lộ. Ở Thụy Sĩ, anh đóng vai chính khi anh giúp câu lạc bộ giành chức vô địch trong mùa giải đầu tiên, giành giải thưởng Cầu thủ vàng SAFP. Những màn trình diễn của Salah sau đó đã thu hút câu lạc bộ Chelsea. 2014, anh gia nhập câu lạc bộ Chelsea với mức chuyển nhượng 11 triệu bảng. Tuy nhiên, trong mùa giải đầu tiên anh ít được cho ra sân và được các câu lạc bộ Serie A mượn thi đấu là Fiorentina và A.S. Roma. Sau đó, anh được Roma mua đứt với giá 15 triệu euro.
Sau màn trình diễn xuất sắc ở Roma, đội bóng đã xếp vị trí thứ hai vào năm 2017, Salah trở lại Premier League để ký hợp đồng với Liverpool với mức phí kỷ lục của câu lạc bộ là 36,92 triệu bảng. Trong lần thi đấu thứ hai ở Anh, anh đã điều chỉnh lối chơi của mình từ một cầu thủ thiên chạy cánh thành một tiền đạo hoàn chỉnh và nhanh chóng trở thành tâm điểm của đội. Salah tiếp tục phá vỡ kỷ lục ghi bàn của Premier League khi ghi được 32 bàn thắng trong 36 trận của mùa giải, nhận Chiếc giày vàng Premier League. Màn trình diễn của Salah đã giúp anh nhận được các giải thưởng cá nhân, bao gồm Cầu thủ xuất sắc nhất năm của PFA. Anh cũng đứng thứ ba trong giải thưởng Cầu thủ FIFA xuất sắc nhất 2018. Ở mùa giải tiếp theo, anh đã là cầu thủ ghi bàn hàng đầu của Premier League và giúp câu lạc bộ giành chức vô địch UEFA Champions League.
Ở cấp độ quốc tế, Salah đại diện cho Ai Cập ở cấp độ trẻ, giành huy chương đồng cúp bóng đá U-20 Các quốc gia châu Phi và tham gia FIFA World Cup U-20 2011, trước khi ra mắt cho đội bóng chính vào cuối năm đó. Sau  Thế vận hội mùa hè 2012, anh được vinh danh là tài năng châu Phi triển vọng nhất của CAF. Kể từ đó, anh đã giúp Ai Cập hai lần giành ngôi á quân của cúp bóng đá châu Phi vào các năm 2017 và 2021, đồng thời còn là vua phá lưới trong vòng loại CAF để giúp đội bóng giành quyền tham dự FIFA World Cup 2018. Với màn trình diễn của mình, Salah được bầu chọn là Cầu thủ CAF xuất sắc nhất năm, Cầu thủ xuất sắc nhất châu Phi của BBC và được chọn vào Đội hình CAF của năm, Đội hình của Cúp bóng đá châu Phi 2017 và Đội hình của Cúp bóng đá châu Phi 2021.
Được xem là biểu tượng của niềm tự hào dân tộc ở Ai Cập bởi những thành tích mà anh có được, Salah có tên trong danh sách 100 người có ảnh hưởng nhất năm 2019 của tạp chí Time. Salah cũng được ghi nhận là người đã nâng cao vị thế của Liverpool đối với người Ai Cập. Đối với người Ai Cập, Salah được gọi là "kim tự tháp thứ tư". Do được ưa chuộng trên khắp thế giới Ả Rập, Salah thường được mệnh danh là "niềm tự hào của người Ả Rập".

## Sự nghiệp câu lạc bộ

### El Mokawloon
Salah chơi bóng ở đội trẻ của El Mokawloon. Anh đã có lần ra mắt đội hình chính đầu tiên tại Giải Ngoại hạng Ai Cập vào ngày 3 tháng 5 năm 2010 trong trận hòa 1-1 với El Mansoura. Trong mùa bóng 2010–11, Salah được ra sân khá nhiều và có một suất chính thức trong đội hình chính. Anh ghi bàn thắng đầu tiên cho họ vào ngày 25 tháng 12 năm 2010 trong trận hòa 1-1 với Al Ahly. Anh xuất hiện thường xuyên cho El Mokawloon trong mùa giải 2011-12. Tuy nhiên, sau thảm hoạ sân vận động Port Said, đầu tháng 2 năm 2012, giải Ngoại hạng Ai Cập đã dừng lại và tất cả các trận đấu tiếp theo đều bị hoãn lại. Vào ngày 10 tháng 3 năm 2012, Liên đoàn Bóng đá Ai Cập đã thông báo quyết định hủy bỏ phần còn lại của mùa giải.

### Basel
Câu lạc bộ Super League Thụy Sĩ Basel đã theo dõi Salah một thời gian, và sau Giải Ngoại hạng Ai Cập, câu lạc bộ đã tổ chức một trận giao hữu với đội U-23 Ai Cập. Trận đấu này diễn ra vào ngày 16 tháng 3 tại Stadion Rankhof, Basel, mặc dù Salah chỉ chơi trong hiệp hai nhưng anh đã ghi hai bàn. Trận đấu kết thúc với tỉ số 4-3 cho đội U-23 Ai Cập. Basel sau đó đã mời Salah ở lại thành phố trong một tuần huấn luyện. Vào ngày 10 tháng 4 năm 2012, Salah đã ký hợp đồng với Basel trong hợp đồng bốn năm bắt đầu từ ngày 15 tháng 6 năm 2012.

#### 2012–13: Phát triển và đột phá

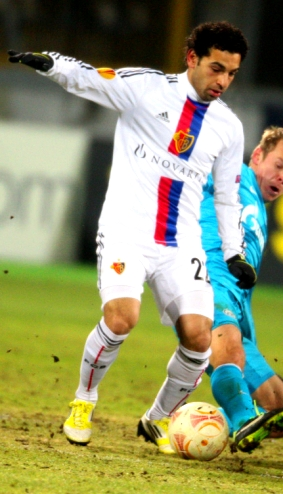
Salah chơi cho Basel tại sân khách Zenit St Petersburg tại UEFA Europa League vào tháng 3 năm 2013

Salah ghi bàn trong trận ra mắt không chính thức vào ngày 23 tháng 6 năm 2012 với Steaua București trong một trận giao hữu, thua 2-4. Anh đã có trận ra mắt chính thức tại Basel tại vòng sơ loại UEFA Champions League với câu lạc bộ Na Uy Molde vào ngày 8 tháng 8, trở lại để thay thế ở phút 74. Anh đã có trận ra mắt trọn vẹn vào ngày 12 tháng 8 trước Thun. Anh ghi bàn thắng đầu tiên của mình một tuần sau đó trong chiến thắng 2-0 trên sân nhà trước Lausanne. Salah đã ghi bàn thắng đầu tiên của mình tại Europa League trong trận tứ kết vào ngày 11 tháng 4 năm 2013, khi Basel tiến vào vòng bán kết sau khi đánh bại Tottenham Hotspur 4-1 trên chấm phạt đền sau trận hòa 4-4. Trong trận bán kết vào ngày 2 tháng 5, Salah ghi bàn vào lưới Chelsea tại Stamford Bridge, mặc dù họ đã bị đánh bại 2-5  Bất chấp sự thất vọng muộn ở châu Âu, Basel đã giành được chức vô địch Thụy Sĩ mùa giải 2012-13 và ngôi Á quân tại Cúp Quốc gia Thụy Sĩ

#### 2013–14: Mùa giải cuối cùng và vô địch giải đấu
Để bắt đầu Super League mùa giải 2013-14, Salah là thành viên của đội Basel giành được giải Uhrencup năm 2013. Salah ghi bàn trong trận đấu đầu tiên với Aarau vào ngày 13 tháng 7 năm 2013. Anh đã ghi bàn thắng đầu tiên tại Champions League một tháng sau đó với Maccabi Tel Aviv vào ngày 6 tháng 8 năm 2013 ở vòng loại thứ ba. Trước trận lượt đi vào ngày 30 tháng 7 năm 2013, Salah đã không bắt tay theo luật của UEFA với các cầu thủ Maccabi. Basel gọi vụ việc là "trùng hợp ngẫu nhiên" và nói rằng nó không được coi là một snub. Salah bị áp lực từ một số tiếng nói của Ai Cập đòi hỏi từ anh không đi du lịch đến Israel và sau đó chỉ trích chuyến thăm của anh. Trên chặng trở về ở Tel Aviv, anh bắt tay, nhưng lại giơ nắm đấm hơn với các cầu thủ Maccabi. Anh ghi hai bàn vào lưới đương kim vô địch Bulgaria PFC Ludogorets Razgrad vào ngày 21 tháng 8 năm 2013 ở vòng play-off. Vào ngày 18 tháng 9 năm 2013, Salah ghi bàn gỡ hòa với Chelsea trong chiến thắng 2-1 ở vòng bảng. Trong trận đấu lượt về vào ngày 26 tháng 11 tại sân nhà St. Jakob-Park, Salah đã ghi bàn thắng giúp Basel đánh bại Chelsea 1-0.

### Chelsea

#### 2013–14: Gia nhập đội hình chính
Ngày 23 tháng 1 năm 2014, câu lạc bộ Chelsea thông báo đã đạt được thỏa thuận với câu lạc bộ Basel để đưa Salah về Luân Đôn với giá được tiết lộ khoảng 11 triệu bảng. Ngày 26 tháng 1 năm 2014, trang chủ Chelsea thông báo đã hoàn tất ký kết bản hợp đồng của Salah, đồng thời anh trở thành cầu thủ người Ai Cập đầu tiên gia nhập đội chủ sân Stamford Bridge.
Anh có trận đấu đầu tiên cho Chelsea trong trận thắng 3-0 trước câu lạc bộ Newcastle United sau khi được ra sân từ băng ghế dự bị vào ngày 8 tháng 2. Salah có bàn thắng đầu tiên cho Chelsea trong trận derby Luân Đôn thắng 6-0 trước câu lạc bộ Arsenal trên sân Stamford Bridge sau khi anh được vào sân từ băng ghế dự bị thay cho Oscar. Vào ngày 5 tháng 4, Salah đã mở tỷ số và sau đó giành một quả phạt đền trong chiến thắng 3-0 của Chelsea trước Stoke City.

#### 2014–15: Thành công trong nước

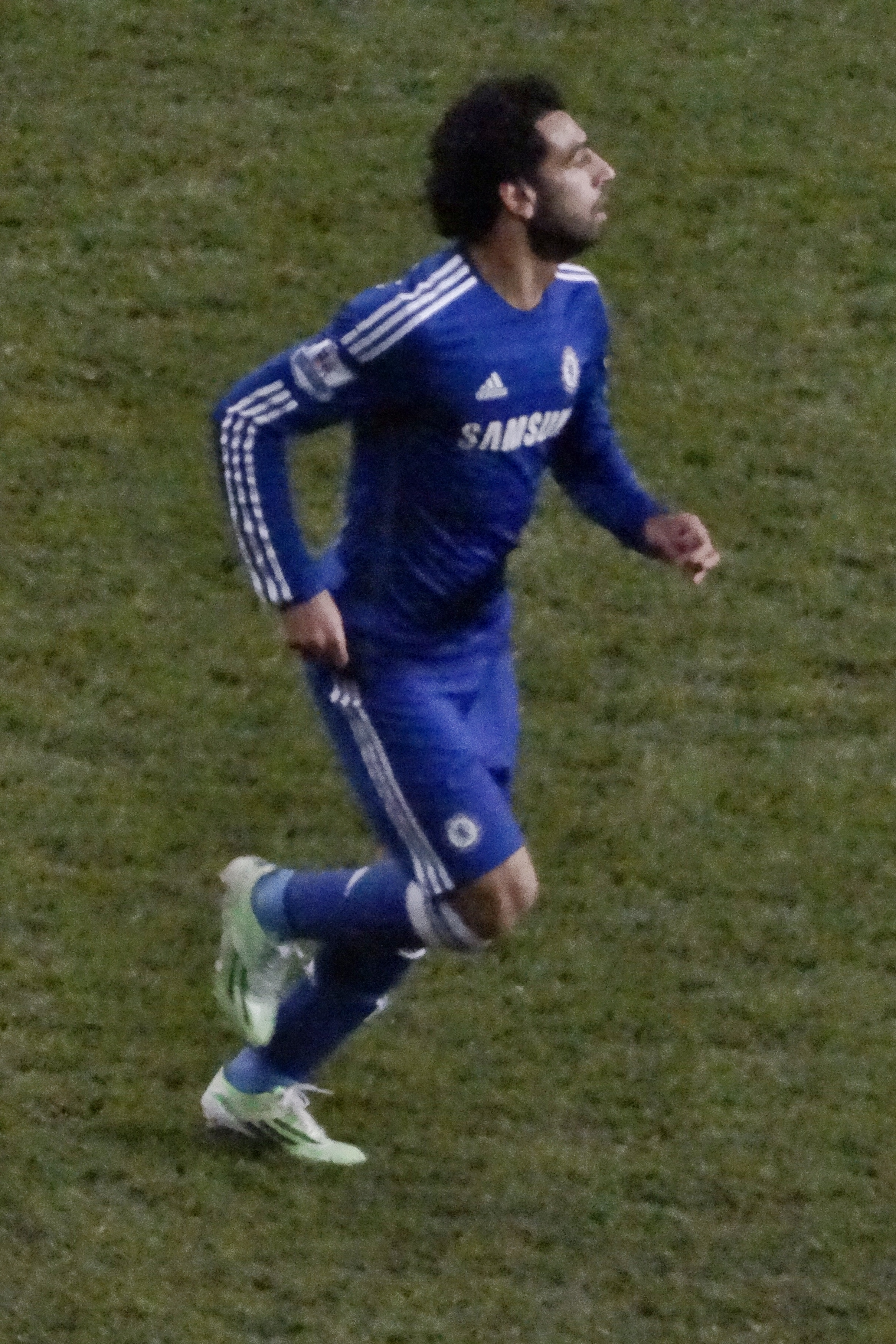
Salah chơi cho Chelsea trước Tottenham Hotspur vào ngày 1 tháng 1 năm 2015

Trước mùa giải 2014-15, tương lai của Salah tiếp tục sau khi các báo cáo cho thấy anh ta có thể bị buộc phải quay trở lại Ai Cập để thực hiện nghĩa vụ quân sự sau khi đăng ký chương trình giáo dục của Bộ trưởng Bộ Giáo dục Đại học Ai Cập. Anh đã được miễn nghĩa vụ quân sự sau cuộc gặp với thủ tướng Ai Cập lúc đó là Ibrahim Mahlab, Bộ trưởng Bộ Giáo dục Đại học và nhà quản lý quốc gia Ai Cập Shawky Gharib. Salah đã thay đổi số áo từ 15 thành 17 vào đầu mùa giải và số 15 đã bị bỏ trống khi Eden Hazard chuyển sang áo số 10.
Salah hiếm khi được sử dụng trong mùa giải. Vào ngày 28 tháng 10 năm 2014, trong chiến thắng 2 -1 tại câu lạc bộ League Two Shrewsbury Town ở vòng bốn Cúp Liên đoàn, anh đã thực hiện cú sút xa trúng khung thành. Sau trận đấu, anh và cầu thủ chạy cánh André Schürrle đã bị chỉ trích bởi HLV José Mourinho. Mặc dù Salah chỉ xuất hiện ba lần trước khi cho mượn tới Fiorentina, Mourinho tuyên bố rằng anh sẽ nhận được huy chương từ câu lạc bộ nhờ những đóng góp của anh ấy mùa đó.

#### Fiorentina (cho mượn)
Về thời hạn chuyển nhượng, ngày 2 tháng 2 năm 2015, Chelsea xác nhận rằng Salah sẽ chơi cho câu lạc bộ Fiorentina của Ý theo dạng cho mượn 18 tháng cho đến khi kết thúc mùa giải 2015-16. Salah đã chọn chiếc áo số 74 để vinh danh các nạn nhân của cuộc bạo loạn ở sân vận động Port Said. Sáu ngày sau khi ký hợp đồng, anh ra mắt Fiorentina ở phút 65 trong tình huống thay anh ra sân thay cho Joaquín trong chiến thắng 3-2 trước Atalanta tại Sân vận động Artemio Franchi.

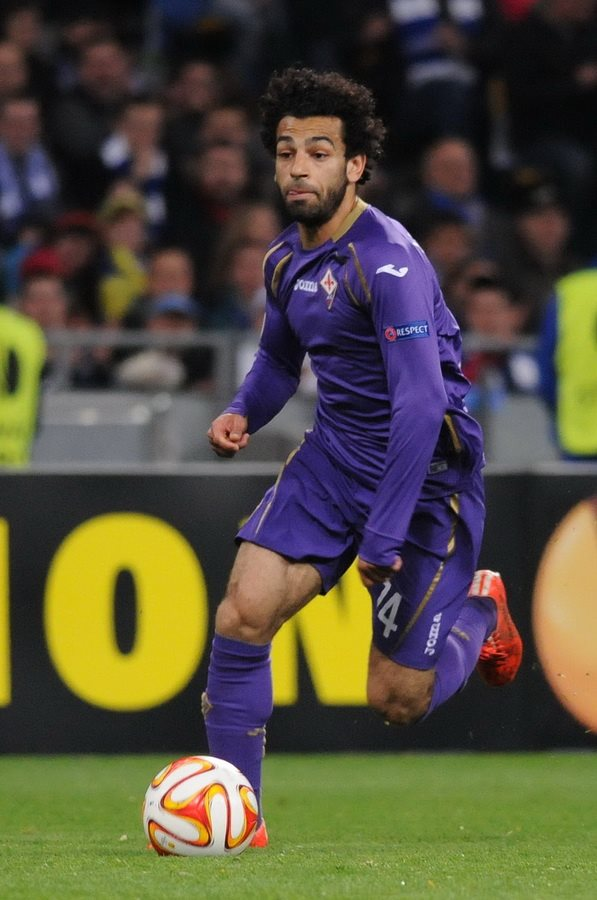
Salah chơi cho Fiorentina trước Dynamo Kiev năm 2015

Salah đã có khởi đầu đầu tiên cho Fiorentina vào ngày 14 tháng 2 trước Sassuolo, ghi bàn thắng đầu tiên cho câu lạc bộ vào phút thứ 30. Sau đó, anh kiến tạo cho Khouma Babacar chỉ hai phút sau khi ghi bàn; trận đấu kết thúc với chiến thắng 3-1 cho Fiorentina. 12 ngày sau đó, Salah đã ghi bàn thắng đầu tiên ở châu Âu cho Fiorentina, khi đội bóng của anh tiến vào Vòng 16 đội Europa League, đánh bại Tottenham tổng tỷ số 3-1. Salah đã ghi bàn thắng cho Fiorentina trước Inter Milan vào ngày 1 tháng 3, bàn thắng thứ ba của anh ở Serie A. Bốn ngày sau đó, Salah đã ghi cả hai bàn thắng của Fiorentina trong chiến thắng 2-1 trước Juventus trong trận bán kết lượt đi Coppa Italia. Vào cuối mùa giải, Fiorentina báo cáo đã kích hoạt việc cho mượn vĩnh viễn, nhưng Salah đã từ chối. Mặc dù hợp đồng cho mượn là 18 tháng, Salah đã từ chối trở lại Fiorentina và thay vào đó gia nhập câu lạc bộ Serie A A.S. Roma.

#### AS Roma (cho mượn)
Vào ngày 6 tháng 8 năm 2015, Salah gia nhập A.S. Roma với khoản cho mượn dài hạn 5 triệu euro. Anh mặc chiếc áo số 11. Anh ra mắt vào ngày 22 tháng 8, khi mùa giải mới bắt đầu với trận hòa 1-1 trước Hellas Verona. Vào ngày 11 tháng 9, ACF Fiorentina đã đệ đơn khiếu nại lên FIFA với tuyên bố rằng Chelsea cáo buộc vi phạm hợp đồng khi họ cho phép Salah gia nhập Roma theo dạng cho mượn. Vào ngày 20 tháng 9, Salah đã ghi bàn thắng đầu tiên trong mùa giải trước Sassuolo để giúp Roma cứu vãn một điểm khi trận đấu kết thúc với tỷ số hòa 2-2. Anh tiếp tục ghi bàn trong hai trận đấu sau đó, thua 2-1 trước Sampdoria và thắng 5-1 trước Carpi. Vào ngày 25 tháng 10, Salah trở lại Sân vận động Artemio Franchi, ghi bàn mở tỷ số trước Fiorentina tại Serie A để giúp kiếm được một chiến thắng thứ tư liên tiếp cho Roma. Sau đó, Salah bị đuổi khỏi sân khi nhận thẻ vàng thứ hai ở những phút cuối trận, chỉ vài giây sau khi nhận thẻ vàng đầu tiên. Vào ngày 4 tháng 11, anh đã ghi bàn thắng mở tỉ số với chiến thắng 3-2 trước Bayer Leverkusen tại UEFA Champions League.
Ngày 2 tháng 2 năm 2016, Salah đã ghi bàn trong chiến thắng 2-0 trên sân khách trước Sassuolo. 10 ngày sau, ngày 12 tháng 2, anh đã ghi bàn trong chiến thắng 3-1 trước Carpi. Ngày 21 tháng 2, anh đã ghi hai bàn thắng liên tiếp, trong chiến thắng 5-0 trên sân nhà trước Palermo. Ngày 4 tháng 3, Salah đã ghi hai bàn trong chiến thắng 4-1 trước câu lạc bộ cũ Fiorentina. Một tuần sau, ngày 11 tháng 3, anh đã ghi bàn trong trận hòa 1-1 với Bologna. Ngày 2 tháng 5, anh đã ghi bàn trong chiến thắng 3-2 trên sân khách trước Genoa. Ngày 14 tháng 5, anh đã ghi bàn trong chiến thắng 3-1 trên sân khách trước Milan vào ngày cuối cùng của mùa giải. Kết thúc mùa giải, Salah được bầu là Cầu thủ xuất sắc nhất mùa, và là Vua phá lưới của câu lạc bộ với 15 bàn thắng trong tất cả các giải đấu (14 ở Serie A) và sáu pha kiến tạo.

### Roma
Ngày 6 tháng 8 năm 2015, Roma thành công mượn Salah từ Chelsea với phí 5 triệu Euro. Một năm sau, Roma kích hoạt điều khoản mua đứt Salah từ Chelsea. Ngày 20 tháng 8 năm 2016, Salah đã ghi bàn thắng đầu tiên của mùa giải trong chiến thắng 4-0 trước Udinese. Ngày 11 tháng 9, anh đã ghi bàn trong chiến thắng 3-2 trước Sampdoria. Mười ngày sau, ngày 21 tháng 9, anh đã ghi bàn trong chiến thắng 4-0 trước Crotone. Ngày 29 tháng 9, anh đã ghi bàn trong chiến thắng 4-0 trước Astra Giurgiu ở vòng bảng UEFA Europa League. Ngày 15 tháng 10, anh đã ghi bàn trong chiến thắng 3-1 trước Napoli. Ngày 6 tháng 11, Salah đã lập hat-trick trong chiến thắng 3-0 trước Bologna, cú hat-trick đầu tiên trong sự nghiệp câu lạc bộ. Ngày 9 tháng 3, anh đã ghi bàn mở tỷ số cho Roma trong trận thua 2-4 trước Lyon ở trận lượt đi vòng 16 tại UEFA Europa League. Ngày 19 tháng 3, anh đã ghi bàn trong chiến thắng 3-1 trước Sassuolo. Ngày 9 tháng 4, anh đã ghi bàn trong chiến thắng 3-0 trước Bologna. Ngày 24 tháng 4, anh đã ghi hai bàn trong chiến thắng 4-1 ngay trên sân khách trước Pescara. Ngày 20 tháng 5, anh đã ghi bàn trong chiến thắng 5-3 với trận sân khách trước Chievo. Vào ngày 28 tháng 5, trong trận đấu cuối cùng của mùa giải, Salah được thay thế cho đội trưởng huyền thoại Francesco Totti, trong chiến thắng 3-2 trước Genoa.

### Liverpool

#### 2017–18: Kỷ lục cá nhân thành công

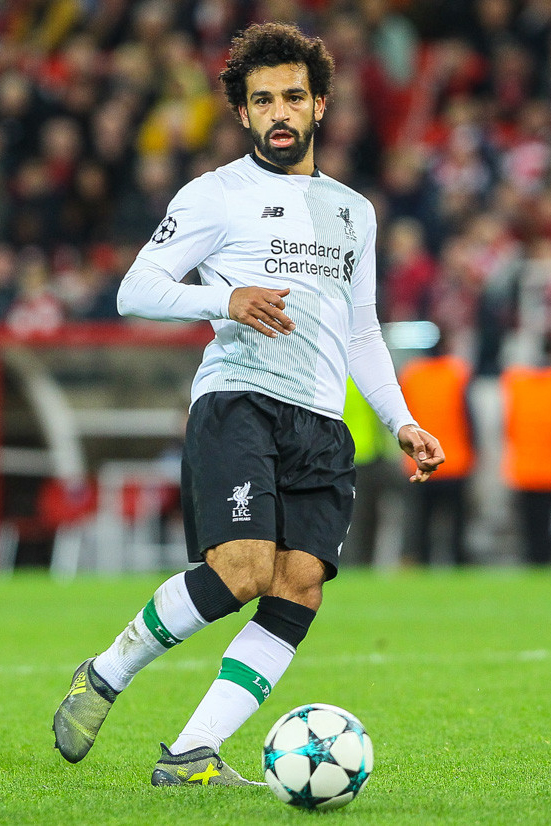
Salah thi đấu cho Liverpool năm 2017.

Vào ngày 22 tháng 6 năm 2017, Salah đã đồng ý chuyển đến Liverpool. Anh đã ký hợp đồng dài hạn với the Reds với mức phí 42 triệu euro ban đầu và có thể tăng lên 50 triệu euro. Đây là mức kỷ lục của câu lạc bộ, làm lu mờ con số 35 triệu bảng đã chi cho Andy Carroll vào năm 2011. Anh được chỉ định mang áo số 11, trước đó thuộc về Roberto Firmino, và Firmino chuyển sang mang áo số 9. Anh gia nhập câu lạc bộ vào ngày 1 tháng 7 khi kỳ chuyển nhượng mùa hè kết thúc, trở thành cầu thủ Ai Cập đầu tiên của Liverpool. Anh đã ghi bàn trong trận ra mắt trước Watford với tỷ số hòa 3-3 vào ngày 12 tháng 8. Ngày 24 tháng 8, Salah đã ghi bàn thắng thứ hai cho Liverpool, trong trận vòng play-off UEFA Champions League 2017-18 với tỷ số thắng 4-2 (tổng tỷ số 6-3) trước Hoffenheim và cũng là bàn thắng đầu tiên của anh tại Anfield. Ba ngày sau, Salah ghi bàn và kiến tạo trong chiến thắng 4-0 trước Arsenal. Với màn trình diễn vào tháng 8, Salah đã được cổ động viên Liverpool trao tặng giải Cầu thủ xuất sắc nhất tháng. Ngày 17 tháng 10, Salah đã ghi hai bàn trong chiến thắng 7-0 tại UEFA Champions League trước Maribor, giúp Liverpool giành chiến thắng chung cuộc lớn nhất từ trước đến nay và là chiến thắng sân khách lớn nhất của một câu lạc bộ Anh.
Ngày 26 tháng 11, Salah đã ghi bàn mở tỷ số và từ chối ăn mừng trong trận hòa 1-1 với đội bóng cũ Chelsea vì sự tôn trọng với câu lạc bộ cũng như các nạn nhân của cuộc tấn công Nhà thờ Hồi giáo Bắc Sinai hai ngày trước đó. Ngày 29 tháng 11, Salah đã đứng đầu bảng xếp hạng ghi bàn của Premier League khi ghi hai bàn sau khi vào sân thay người ở Stoke City trong chiến thắng 3-0. Tháng tiếp theo, Salah ghi bàn trong chiến thắng 4-0 trước AFC Bournemouth; một kết quả khiến Liverpool trở thành đội bóng đầu tiên trong lịch sử Premier League giành chiến thắng bốn trận đấu liên tiếp trên sân khách với tỷ lệ ít nhất ba bàn thắng. Cùng thời gian đó, anh cũng trở thành cầu thủ nhanh thứ hai đạt được 20 bàn thắng cho Liverpool với 26 lần ra sân, chỉ sau George Allan, người đã đạt được cột mốc sau 19 lần ra sân vào năm 1895.
Ngày 17 tháng 3 năm 2018, Salah đã ghi bốn bàn thắng trong chiến thắng 5-0 trước Watford, cú hat-trick đầu tiên của anh ở Liverpool. Trong trận đấu này, anh cũng phá kỷ lục ghi bàn 36 lần trong mùa giải ra mắt Liverpool và cũng trở thành tay săn bàn ở năm giải đấu hàng đầu châu Âu - vượt qua Lionel Messi và tiền đạo của Tottenham, Harry Kane. Sau bàn thắng phá kỷ lục của Salah, cựu đội trưởng Liverpool Steven Gerrard tuyên bố "chúng ta đang chứng kiến sự khởi đầu tuyệt vời".
Ngày 22 tháng 4 năm 2018, Salah được trao giải thưởng Cầu thủ xuất sắc nhất năm của PFA, trước đó đã được ghi tên vào Đội hình PFA của năm cho giải Ngoại hạng. Hai ngày sau, anh lập cú đúp trong trận thắng trận bán kết lượt về Champions League với đội bóng cũ Roma với tỷ số 5-2. Anh đồng thời trở thành cầu thủ đầu tiên đến từ châu Phi và là cầu thủ đầu tiên của Liverpool ghi được 10 bàn thắng trong giải đấu. Cú đúp của anh ấy cũng đưa anh ấy tới 43 bàn thắng trong cả mùa giải, vượt qua con số 42 của Roger Hunt và trở thành cầu thủ ghi bàn cao thứ hai của Liverpool trong một mùa, sau Ian Rush. Trước đây anh cũng đã phá vỡ kỷ lục của câu lạc bộ trong kỷ nguyên Premier League, vượt qua tổng số 36 bàn thắng của Robbie Fowler trong mùa giải 1995-96 và kỷ lục 33 trận của Fernando Torres về số bàn thắng nhiều nhất của một cầu thủ Liverpool trong mùa giải ra mắt. Sau hai bàn thắng và kiến tạo trong trận lượt đi với Roma, Salah nổi bật ở trận lượt về khi Liverpool đánh bại Roma với tổng số 6-7, đủ điều kiện cho trận chung kết lần đầu tiên sau 11 năm. Sau đó, anh trở thành cầu thủ ghi 38 bàn cho mùa giải 38 trận ở Ngoại hạng Anh, sau chiến thắng 4-0 trước Brighton & Hove Albion và tiến gần đến Chiếc giày vàng Premier League.
Trong trận chung kết UEFA Champions League 2018 với Real Madrid, Salah bị chấn thương vai trái ở phút thứ 30. Sau đó anh rời sân trong nước mắt, trận đấu đã kết thúc với thất bại 3-1. Hiệp hội bóng đá Ai Cập tuyên bố rằng điều này sẽ không ảnh hưởng gì đến việc anh ấy chơi ở World Cup 2018 ở Nga và Salah vẫn sẽ có tên trong đội hình cuối cùng của đội vào ngày 4 tháng 6. Một ngày sau trận đấu, Ramos đã viết một tin nhắn và gửi cho anh những lời chúc tốt đẹp.

#### 2018–19: Á quân Premier League, nhà vô địch châu Âu

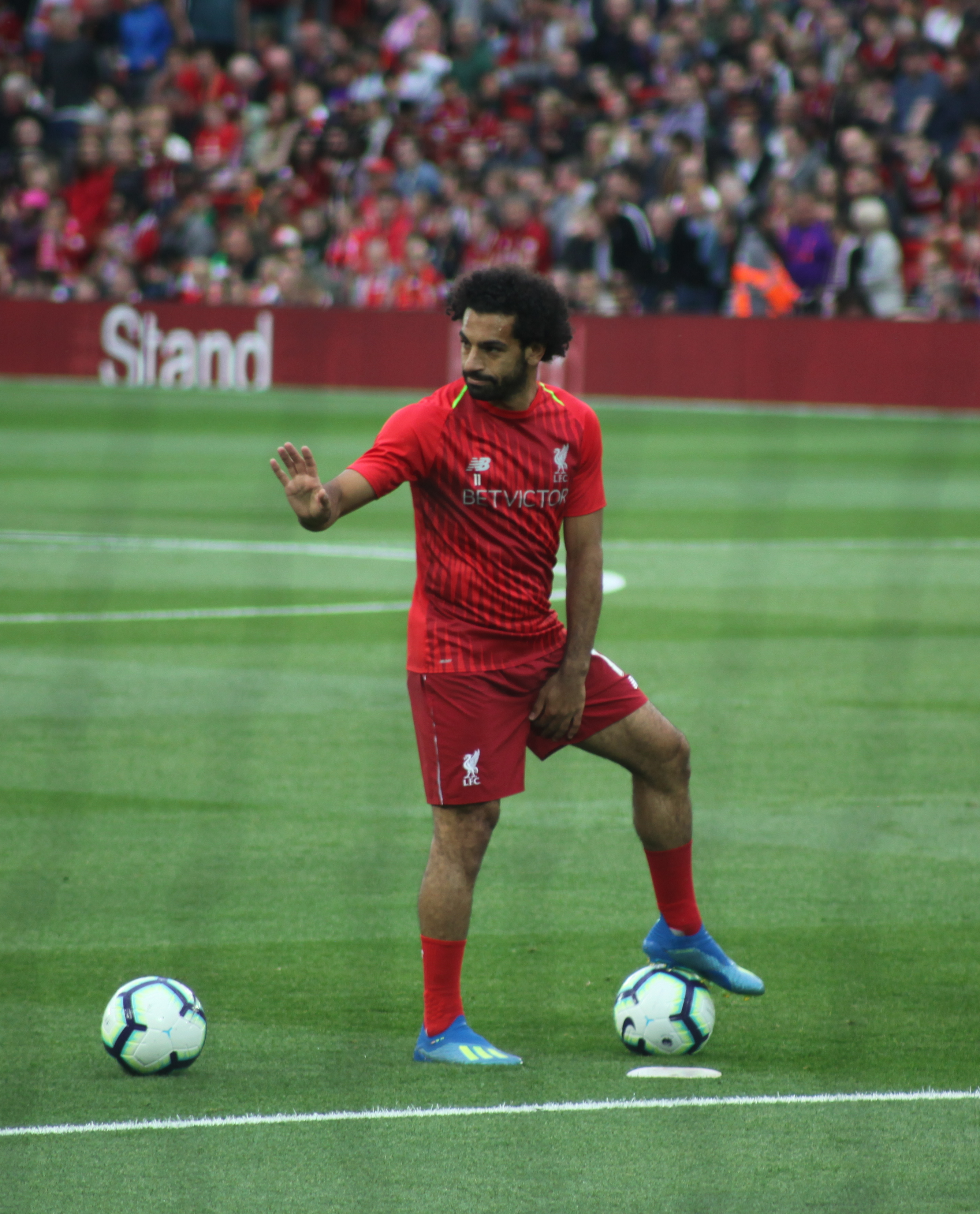
Salah khởi động trước một trận đấu tiền mùa giải ngày 7 tháng 8 năm 2018.

Ngày 2 tháng 7 năm 2018, Salah đã ký hợp đồng dài hạn mới với Liverpool. HLV Jürgen Klopp nói rằng tin tức này rất quan trọng, nó như một tuyên bố về vị thế của Liverpool trong thế giới bóng đá khi Salah cam kết tiến xa hơn tới câu lạc bộ. Ngày 12 tháng 8, Salah đã ghi bàn thắng đầu tiên của mùa giải và bàn thắng chung cuộc đầu tiên của Liverpool trong mùa giải trong chiến thắng 4-0 trước West Ham United. Ngày 20 tháng 8, trong chiến thắng 2-0 trên sân khách trước Crystal Palace, Salah đã đóng góp cho cả hai bàn thắng của Liverpool; giành được một quả phạt đền sau khi bị phạm lỗi và một kiến tạo cho Sadio Mané ở bàn thứ hai. Ngày 25 tháng 8, Salah đã ghi bàn thắng duy nhất trong chiến thắng 1-0 của Liverpool trước Brighton.
Ngày 30 tháng 8 năm 2018, Salah đã có tên trong danh sách rút gọn ba người Cầu thủ nam xuất sắc nhất năm của UEFA, anh đứng ở vị trí thứ ba và cũng được đưa vào danh sách rút gọn ba người Tiền đạo UEFA xuất sắc nhất mùa, anh đứng ở vị trí thứ hai. Ngày 3 tháng 9, anh được ghi tên vào danh sách rút gọn ba người Cầu thủ nam xuất sắc nhất của FIFA, đứng thứ ba. Giữa những tranh cãi, Salah đã nhận được Giải thưởng FIFA Puskás 2018. Ngày 24 tháng 10, Salah đã ghi hai bàn vào lưới Sao Đỏ Belgrade ở vòng bảng UEFA Champions League. Với 50 bàn thắng sau 65 trận, anh là cầu thủ ghi bàn nhanh nhất trong lịch sử Liverpool trong suốt nửa thế kỷ qua.
Ngày 8 tháng 12, Salah đã lập hat-trick trong chiến thắng 4-0 trên sân khách trước Bournemouth, đưa Liverpool lên top 1 trên bảng xếp hạng. Ngày 11 tháng 12, anh đã ghi bàn thắng duy nhất 1-0 trước Napoli trong trận đấu cuối cùng tại vòng bảng Champions League, giúp Liverpool lọt vào vòng 16 đội. Ngày 19 tháng 1 năm 2019, anh đã ghi bàn thắng thứ 50 tại Premier League với cú đúp trong chiến thắng 4-3 trước Crystal Palace, đạt được thành tích sau 72 lần ra sân. Anh trở thành cầu thủ nhanh thứ tư đạt được cột mốc cùng với Fernando Torres và chỉ sau Andy Cole, Alan Shearer và Ruud van Nistelrooy.

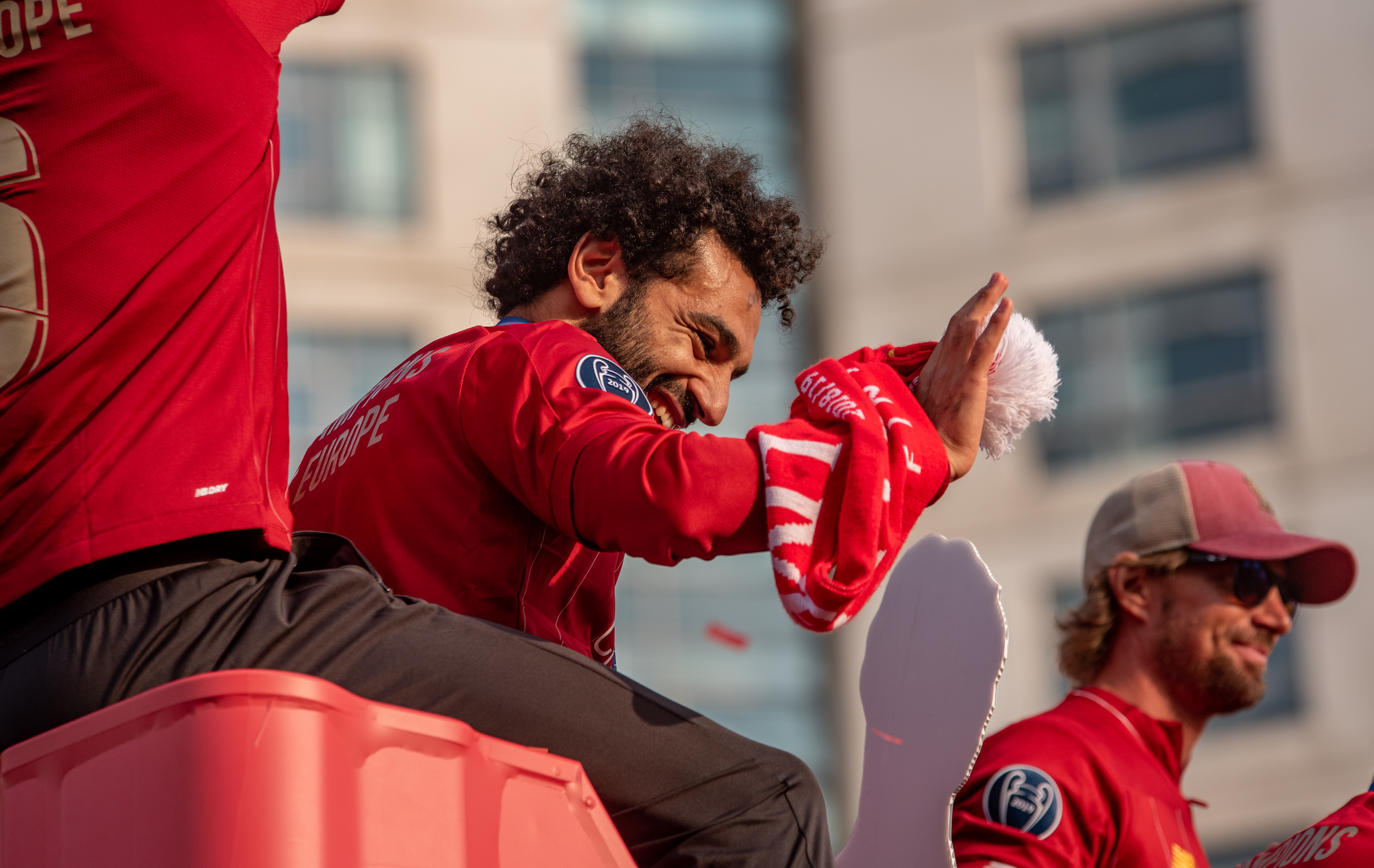
Salah diễu hành sau chức vô địch UEFA Champions League 2018–19.

Vào tháng 2 năm 2019, West Ham cho biết họ đang điều tra một video được cho là người hâm mộ phân biệt chủng tộc Salah, kể cả vì là người Hồi giáo. Ngày 5 tháng 4, anh ấy đã ghi bàn thắng thứ 50 tại Premier League cho Liverpool trong chiến thắng 3-1 trước Southampton và phá vỡ kỷ lục của Torres để trở thành cầu thủ nhanh nhất đạt được cột mốc cho câu lạc bộ sau 69 lần ra sân. Anh cũng trở thành cầu thủ nhanh thứ ba đạt được cột mốc cho một câu lạc bộ duy nhất trong kỷ nguyên Premier League, sau Shearer của Blackburn Rovers sau 66 lần ra sân và van Nistelrooy cho Manchester United sau 68 lần ra sân. Cuối tháng đó, anh đã ghi bàn thắng thứ hai trong chiến thắng 2-0 trước Chelsea, giúp Liverpool kiếm được chiến thắng thứ 26 cho chiến dịch Premier League và tốt thứ 2 sau kỷ lục 30 được thiết lập vào năm 1979. Ngày 26 tháng 4, anh đã có 100 lần thi đấu dưới màu áo Liverpool và phá vỡ kỷ lục do Roger Hunt và Sam Raybould cùng nắm giữ cho cầu thủ có nhiều bàn thắng nhất cho câu lạc bộ. Salah ghi hai bàn trong chiến thắng 5-0 trước Huddersfield để cán mốc con số 69. Ngày 1 tháng 6, anh đã ghi bàn thắng đầu tiên của Liverpool trong chiến thắng 2-0 trước Tottenham trong trận Chung kết UEFA Champions League 2019 từ một quả phạt đền. Bàn thắng mà Salah ghi được trong hai phút đầu trận đấu là bàn thắng nhanh thứ hai từng ghi được trong một trận chung kết Champions League, chỉ chậm hơn nỗ lực của Paolo Maldini cho A.C. Milan trong trận chung kết năm 2005. Vào tháng 9 năm 2019, Salah đã được đề cử cho giải thưởng FIFA FIFPro World11 trên tổng số 55 cầu thủ được đề xuất bởi liên minh các cầu thủ trên toàn thế giới, FIFPro và FIFA.

#### 2019–20: Nhà vô địch nước Anh

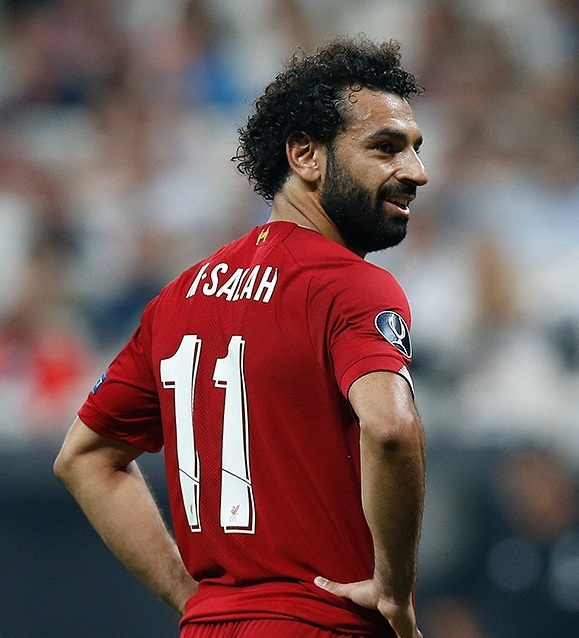
Salah tại trận tranh Siêu Cúp châu Âu 2019

Vào ngày 9 tháng 8 năm 2019, Salah đã ghi bàn thắng thứ hai của Liverpool trong chiến thắng 4-1 trước Norwich City trong trận mở màn mùa giải Premier League 2019-20. Trong trận chung kết Siêu cúp châu Âu 2019 vào ngày 14 tháng 8, Salah đã ghi bàn thứ năm cho Liverpool và kết thúc là quả phạt đền trong chiến thắng 5-4 trên loạt sút luân lưu trước Chelsea, sau khi trận đấu kết thúc với 4 bàn chia đều hai đội sau 120 phút thi đấu.
Vào tháng 12, Salah về thứ năm trong cuộc bỏ phiếu cho danh hiệu Quả bóng vàng 2019, và có trận đấu thứ 100 tại Premier League vào cuối tháng, anh đánh dấu cột mốc này với một bàn thắng và một kiến tạo trong chiến thắng 3–0 của Liverpool trước Bournemouth. Cuối tháng đó, Liverpool đã giành chức vô địch FIFA Club World Cup 2019, và Salah nhận giải Cầu thủ xuất sắc nhất giải.
Ngày 19 tháng 1 năm 2020, Salah ghi bàn thắng đầu tiên của anh sau năm lần chạm trán với đối thủ truyền kiếp Manchester United với một pha chạy chỗ từ ngoài vòng cấm và dứt điểm thành bàn trong chiến thắng 2–0 của Liverpool tại Anfield ở Premier League. Ngày 29 tháng 1, Salah ghi bàn mở tỷ số cho Liverpool trong chiến thắng 2–0 trước West Ham United, chiến thắng giúp cho Liverpool lần đầu tiên trong lịch sử 127 năm của CLB giành chiến thắng trước mọi đối thủ trong một mùa giải Premier League. Ngày 7 tháng 3, Salah ghi bàn mở tỷ số trong chiến thắng 2-1 trước Bournemouth khi Liverpool lập kỷ lục 22 trận thắng liên tiếp trên sân nhà. Salah cũng trở thành cầu thủ Liverpool đầu tiên ghi được 20 bàn thắng trên mọi đấu trường trong ba mùa giải liên tiếp kể từ Michael Owen từ 2000–01 đến 2002–03. Với bàn thắng thứ 70 tại Premier League sau 100 lần ra sân cho Liverpool, anh ấy đã ghi nhiều hơn 7 bàn so với kỷ lục trước đó trong 100 trận đầu tiên của cho câu lạc bộ (63 bàn của Fernando Torres). Liverpool giành chức vô địch Premier League sớm 7 vòng đấu (một kỷ lục) và Salah kết thúc mùa giải với 19 bàn thắng. Tuy vậy Liverpool lại bị loại sớm ở vòng 16 đội UEFA Champions League bởi Atlético Madrid.

#### 2020–22: Gia tăng thành tích cá nhân
Vào ngày 12 tháng 9 năm 2020, Salah lập hat-trick trong trận đấu đầu tiên của mùa giải, bao gồm hai quả phạt đền, chiến thắng 4–3 trước Leeds United. Anh trở thành cầu thủ Liverpool đầu tiên ghi bàn trong 4 trận mở tỷ số liên tiếp từ mùa giải 2017–18 đến mùa giải 2020–21, và là cầu thủ thứ hai trong lịch sử Premier League, sau Teddy Sheringham từ mùa 1992–93 đến mùa 1995–96.  Anh cũng trở thành cầu thủ đầu tiên ghi hat-trick cho Liverpool trong trận đấu đầu tiên tại giải đấu kể từ khi John Aldridge lập được thành tích này trước Charlton Athletic trong mùa giải 1988–89.
Ngày 17 tháng 10 năm 2020, anh ghi bàn thắng thứ 100 cho Liverpool trên mọi đấu trường trong trận hòa 2–2 trên sân khách trước Everton. Khi ghi bàn thắng thứ 100 trong trận đấu thứ 159, Salah trở thành cầu thủ đầu tiên kể từ Steven Gerrard năm 2008 đạt được cột mốc này, và nhanh thứ ba trong lịch sử Liverpool sau Roger Hunt (100 bàn sau 144 trận), và Jack Parkinson (153 trò chơi). Salah là cầu thủ nhanh nhất đạt 100 bàn thắng cho Liverpool trong khi ghi bàn hoàn toàn ở giải đấu hàng đầu nước Anh, vì cả Hunt và Parkinson đều ghi một số bàn thắng cho Liverpool ở Giải hạng hai Liên đoàn bóng đá.
Ngày 31 tháng 1 năm 2021, Salah ghi hai bàn vào lưới West Ham và trở thành cầu thủ Liverpool thứ năm ghi được hơn 20 bàn thắng trên mọi đấu trường trong bốn mùa giải liên tiếp, và bàn đầu tiên kể từ khi Ian Rush ghi được sáu bàn thắng trong giai đoạn 1981–82 đến 1986– 87. Ngoài ra, bàn thắng ở phút 68 trong trận đấu đó đã được bình chọn là Bàn thắng của tháng ở Premier League. Ngày 24 tháng 4, anh ghi bàn trong trận hòa 1-1 với Newcastle United, trở thành cầu thủ Liverpool đầu tiên ghi 20 bàn trong ba chiến dịch Premier League khác nhau. Ngày 13 tháng 5, anh ghi một bàn thắng trong chiến thắng 4–2 trên sân khách trước Manchester United,  đây là chiến thắng đầu tiên trên sân khách tại Old Trafford kể từ tháng 3 năm 2014. Hơn nữa, anh cũng trở thành cầu thủ duy nhất ghi bàn tại Old Trafford cho Liverpool trong hai trận đấu khác nhau trong một mùa giải, ghi hai bàn trong thất bại 3–2 tại FA Cup, kể từ Harry Chambers ở mùa giải 1920–21.

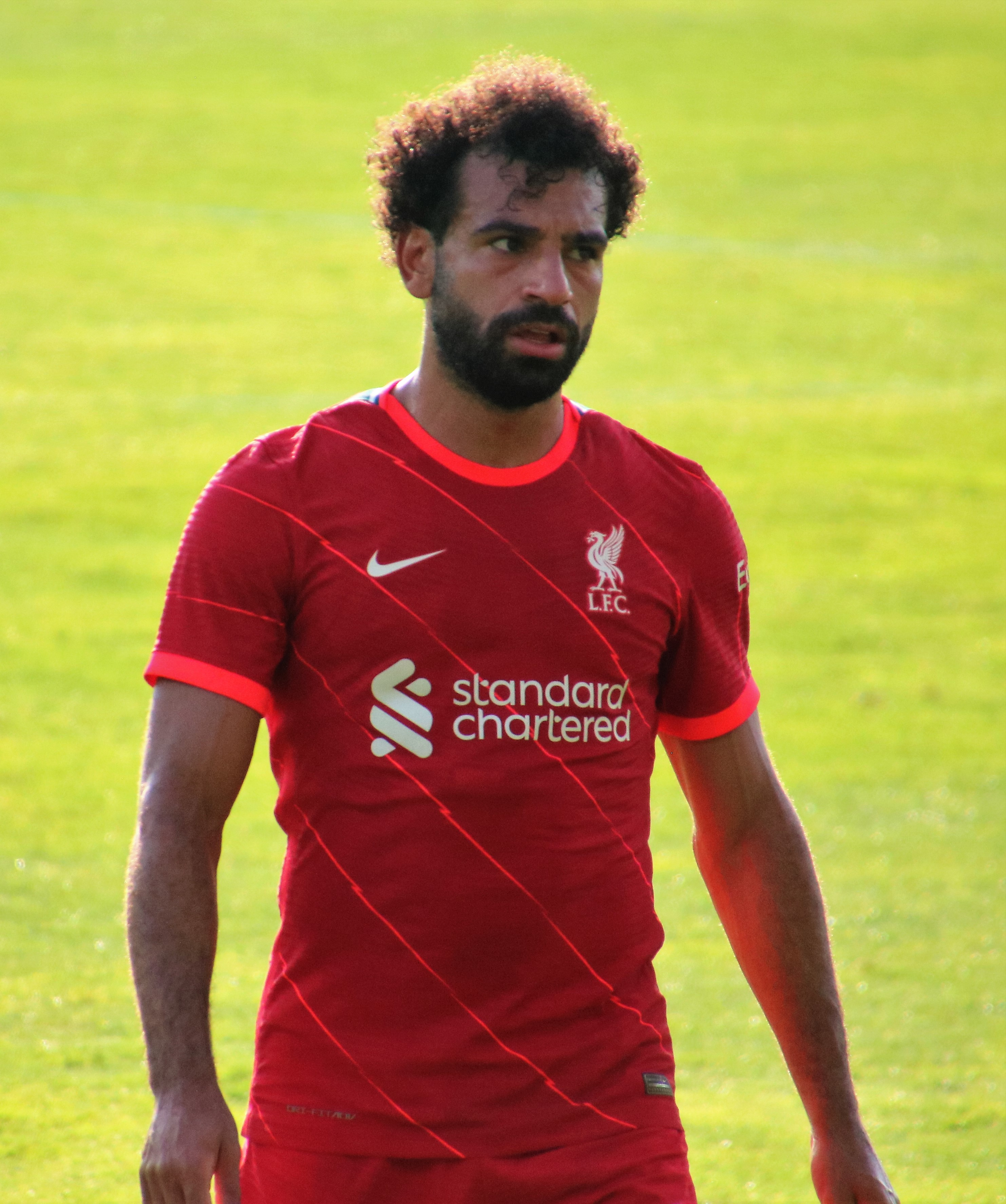
Salah trong một trận đấu tiền mùa giải của Liverpool năm 2021.

Salah mở đầu mùa giải 2021–22 với một bàn thắng và hai đường kiến tạo trong chiến thắng 3–0 trước Norwich. Salah trở thành cầu thủ đầu tiên ghi bàn trong trận mở màn của 5 mùa giải Premier League liên tiếp. Ngày 12 tháng 9, Salah ghi bàn thắng thứ 100 tại Premier League trong chiến thắng 3–0 trước Leeds United. Ngày 25 tháng 9, Salah ghi bàn thắng thứ 100 tại Premier League cho Liverpool trong trận hòa 3–3 trước Brentford. Đạt 100 bàn thắng trong số trận đấu ít hơn bất kỳ cầu thủ nào trong lịch sử Liverpool, anh ấy đã đạt được cột mốc quan trọng trong 151 trận, ít hơn một trận so với Roger Hunt, người đạt kỷ lục ghi bàn sau 152 trận. Bàn thắng này cũng đưa Salah vào danh sách 10 cầu thủ ghi bàn nhiều nhất mọi thời đại của Liverpool.
Ngày 19 tháng 10, Salah trở thành cầu thủ đầu tiên trong lịch sử Liverpool ghi bàn trong 9 trận liên tiếp với 2 bàn thắng trong chiến thắng 3–2 trước Atlético Madrid tại UEFA Champions League. Bàn thắng thứ hai là bán thắng thứ 31 của anh ở Champions League, giúp anh trở thành cầu thủ ghi bàn kỷ lục của Liverpool trong giải đấu, vượt qua 30 bàn thắng của huyền thoại Steven Gerrard. Trong trận đấu tiếp theo vào ngày 24 tháng 10, Salah tiếp tục phá kỷ lục với hat-trick vào lưới đối thủ truyền kiếp của Liverpool là Manchester United trong chiến thắng hủy diệt 5–0 tại Old Trafford. Ghi ba bàn, Salah trở thành cầu thủ châu Phi ghi nhiều bàn thắng nhất trong lịch sử Premier League (vượt qua 104 bàn thắng được ghi bởi Didier Drogba), và là cầu thủ Liverpool đầu tiên ghi bàn trong mười trận liên tiếp cũng như cầu thủ Liverpool đầu tiên ghi bàn tại Old Trafford ba trận liên tiếp. Anh cũng trở thành cầu thủ đối phương đầu tiên ghi hat-trick tại Old Trafford kể từ Ronaldo vào năm 2003, và là người đầu tiên làm được điều này trong lịch sử Premier League. Ngày 1 tháng 12, Salah ghi hai bàn trong chiến thắng 4–1 trên sân khách trước Everton ở Premier League khi Liverpool trở thành đội đầu tiên trong lịch sử các đội bóng hàng đầu nước Anh ghi ít nhất hai bàn trong 18 trận liên tiếp trong tất cả các cuộc thi.
Ngày 7 tháng 12, Salah ghi bàn mở tỷ số cho Liverpool trong chiến thắng 2-1 trên sân khách trước AC Milan tại San Siro khi Liverpool trở thành câu lạc bộ Anh đầu tiên thắng cả sáu trận vòng bảng Champions League trong lịch sử giải đấu. Bàn thắng thứ 20 của Salah trong mùa giải và anh trở thành cầu thủ Liverpool đầu tiên kể từ Ian Rush ghi được 20 bàn thắng trong 5 mùa giải liên tiếp. Ngày 16 tháng 12, Salah ghi bàn thắng thứ hai cho Liverpool trong chiến thắng 3–1 trên sân nhà trước Newcastle United, trận đấu thứ 15 liên tiếp ở Premier League anh ghi bàn hoặc kiến tạo, trong trận thắng thứ 2000 của Liverpool.

## Sự nghiệp đội tuyển quốc gia

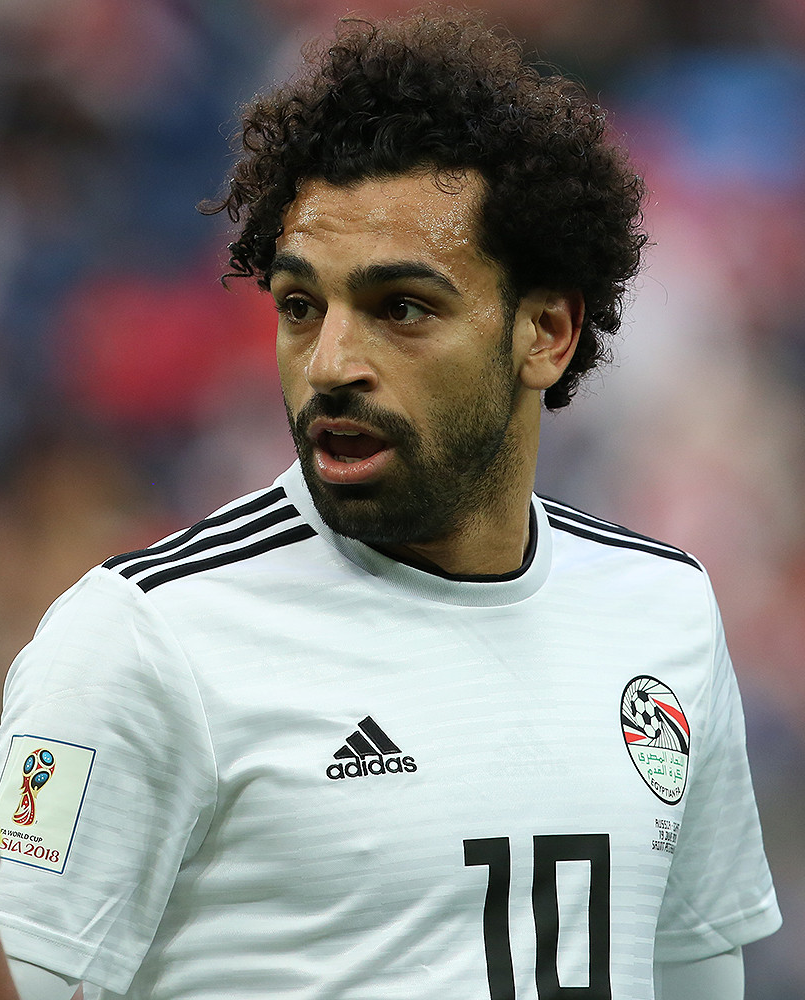
Salah thi đấu cho Ai Cập tại FIFA World Cup 2018.

Salah đã có 11 lần ra sân cho đội U-20 Ai Cập và đội U-23 Ai Cập, đại diện cho Ai Cập trong U-20 FIFA World Cup 2011 và Olympic London 2012, ghi bàn cả ba trận đấu của đội tuyển trong giải đấu thứ hai, giúp Ai Cập vào tứ kết.
Ngày 3 tháng 9 năm 2011, Salah ra mắt đội tuyển bóng đá quốc gia Ai Cập trong trận thua 2–1 trước Sierra Leone. Anh ghi bàn thắng đầu tiên của mình cho đội tuyển Ai Cập trong chiến thắng 3-0 trước Niger một tháng sau đó. Sau đó, anh đã ghi bàn thắng ở phút 93 trong thời gian bù giờ với Guinea, giúp Ai Cập giành chiến thắng quan trọng 3–2 tại vòng loại World Cup 2014.
Ngày 9 tháng 6 năm 2013, Salah đã lập hat-trick trong chiến thắng 4–2 trước Zimbabwe, cũng là trận thắng thứ tư liên tiếp của Ai Cập tại vòng loại World Cup. Một tuần sau, anh đã ghi bàn thắng duy nhất trong trận với Mozambique, đưa Ai Cập vào vòng loại cuối cùng. Salah ghi bàn thắng thứ sáu của mình trong trận đấu vòng loại, đạt danh hiệu cầu thủ ghi bàn hàng đầu của các đội châu Phi trong giai đoạn trình độ chuyên môn.
Salah góp mặt trong đội hình Ai Cập dự CAN 2017 được tổ chức tại Gabon. Ngày 25 tháng 1 năm 2017, anh ghi bàn trong chiến thắng 1–0 của Ai Cập trước Ghana, giành vị trí đầu bảng D. Anh đã cùng đội Ai Cập đi đến trận chung kết, ghi hai bàn và kiến tạo hai lần trong 6 trận, giúp anh có một vị trí trong đội CAF của giải đấu.
Salah là cầu thủ ghi bàn hàng đầu của Ai Cập với năm bàn thắng ở vòng loại World Cup 2018, bao gồm hai bàn thắng trong chiến thắng quyết định 2–1 trước Congo, một trong số đó là quả penalty ở phút cuối cùng giúp Ai Cập giành vé dự World Cup lần đầu đầu tiên kể từ năm 1990.
Tại World Cup 2018, anh đã ghi được một bàn thắng trong trận thua của Ai Cập trước chủ nhà Nga với tỉ số 1–3 và một bàn thắng trong trận thua của Ai Cập trước Ả Rập Xê Út với tỉ số 1–2. Đội tuyển Ai Cập đã rời giải với 3 trận toàn thua, chỉ ghi được 2 bàn thắng và bị thủng lưới 6 bàn, và anh đã có 2 bàn thắng ở giải đấu này.
Tại CAN 2019 tổ chức tại quê nhà Ai Cập, ở lượt trận thứ hai bảng A, Salah đã ghi bàn thắng cuối cùng giúp Ai Cập vượt qua CHDC Congo với tỉ số 2–0. Ở lượt trận cuối cùng bảng A, anh đã ghi bàn thắng mở tỉ số giúp Ai Cập vượt qua Uganda với tỉ số 2-0.
Tại CAN 2021 diễn ra tại Cameroon, anh cùng đội tuyển Ai Cập lọt vào trận chung kết, chịu thất thủ trước Sénégal ở loạt sút penalty, giành vị trí á quân, tổng cộng anh đã có 2 bàn thắng tại giải đấu này.

## Phong cách thi đấu

### Phân tích

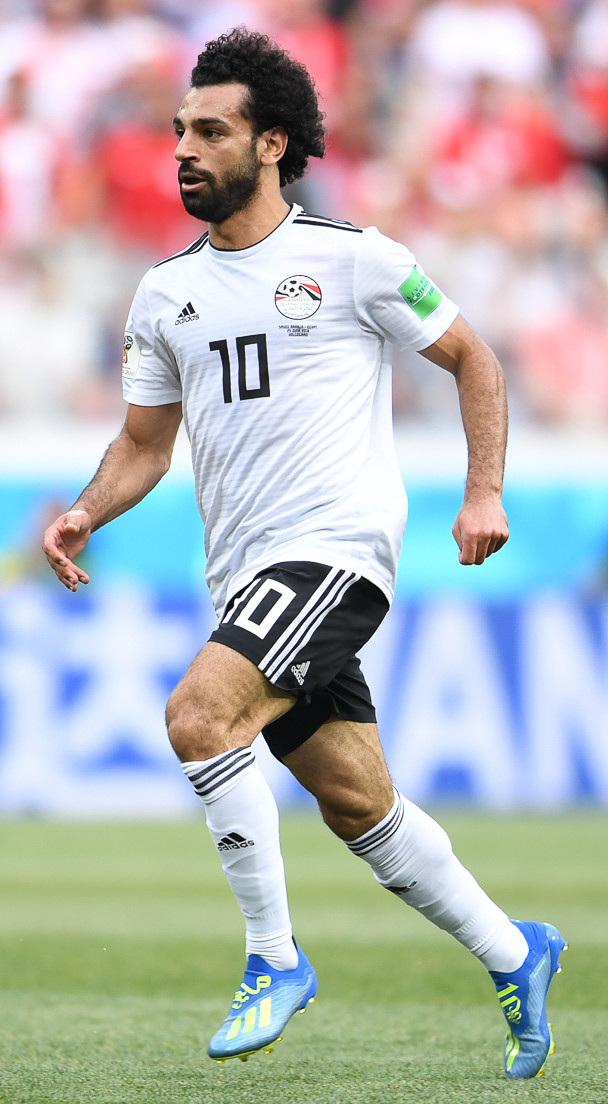
Salah nổi tiếng với tốc độ, khả năng rê dắt và dứt điểm.

Được đánh giá là một cầu thủ nhanh nhẹn, cơ động, chăm chỉ và có bộ óc chiến thuật, với kỹ thuật tốt và nhãn quan ghi bàn, Salah chủ yếu được biết đến với tốc độ, khả năng di chuyển, kỹ thuật dứt điểm thượng thừa, sự nhanh nhẹn, kỹ năng rê bóng, một chạm và kiểm soát bóng. Nhờ kết hợp tốc độ và sự khéo léo của mình với trái bóng, anh thường đánh bại đối thủ và tạo cơ hội ghi bàn cho bản thân hoặc đồng đội. Một tiền đạo đa năng, anh ấy chủ yếu chơi ở cánh phải, một vị trí cho phép anh cắt vào trung tâm bằng chân trái mạnh hơn của mình, và sút vào khung thành hoặc chuyền bóng một chạm nhanh với các cầu thủ khác và chạy vào phía sau hàng thủ về phía khung thành. Anh ấy cũng có thể chơi ở trung tâm phía sau tiền đạo chính như một tiền vệ tấn công hoặc tiền đạo thứ hai.
Khi anh dần trở thành một mối đe dọa lớn trước khung thành kể từ khi gia nhập Liverpool, Salah chấp nhận yêu cầu của huấn luyện viên Liverpool Jürgen Klopp để anh ấy chiếm các vị trí trung tâm quan trọng hơn, thường hoạt động như một tiền đạo chính, khi anh nói với ESPN: "Tôi chơi gần khung thành hơn bất kỳ câu lạc bộ nào trước đây." Salah ban đầu bắt đầu sự nghiệp của mình ở vị trí hậu vệ trái, tuy nhiên, sau chiến thắng 4–0 trước đội trẻ của câu lạc bộ Ai Cập ENPPI, Salah đã rơi nước mắt vì không ghi bàn sau khi bỏ lỡ một số cơ hội rõ ràng; điều này khiến huấn luyện viên của anh ấy nhận ra niềm đam mê ghi bàn của anh ấy, buộc anh ấy phải chuyển anh ấy lên vị trí tiền đạo.

### Nhận xét
Khi còn chơi cho Al Mokawloon, huấn luyện viên người Mỹ Bob Bradley đã chứng kiến Salah thi đấu và ghi nhận tốc độ, sự bùng nổ và thông minh vượt trội của anh ấy trên sân cỏ, điều này được thể hiện rõ dù anh còn rất trẻ.  Khi ký hợp đồng với Chelsea, José Mourinho đã nói về Salah: "Anh ấy trẻ, anh ấy nhanh, anh ấy sáng tạo, anh ấy nhiệt tình. Khi chúng tôi phân tích về anh ấy, anh ấy trông giống là loại người có tính cách khiêm tốn trên sân, sẵn sàng làm việc cho đội."  Mourinho nói thêm rằng Salah có "những phẩm chất tương tự" với "những cầu thủ tài năng" mà ông đã từng làm việc, chẳng hạn như Gareth Bale và Arjen Robben.  Kỹ năng kỹ thuật, tốc độ, chân trái, khả năng ghi bàn, vị trí và lối chơi trực tiếp khiến anh ấy được đặt biệt danh là "Messi", trên các phương tiện truyền thông Ý.  Nhà vô địch World Cup người Brazil, Ronaldo - người mà Salah thần tượng khi lớn lên - đã nói, "Salah là một cầu thủ đáng kinh ngạc với một phẩm chất tuyệt vời. Anh ấy trông giống như Messi vậy."  Salah cũng nhận được lời khen ngợi vì từ chối ăn mừng trước các câu lạc bộ cũ của mình.

## Đời tư
Salah và vợ của anh, Maggi, kết hôn vào năm 2013. Con gái của họ, Makka, sinh năm 2014, được đặt tên để vinh danh thánh địa Hồi giáo Mecca. Anh ta có một cô con gái khác, Kayan, sinh năm 2020. Salah theo đạo Hồi và ăn mừng bàn thắng bằng cách thực hiện tư thế sujud. Trong kiểu ăn mừng bàn thắng này, Salah nói với CNN, "Đó là điều gì đó giống như cầu nguyện hoặc cảm ơn Chúa vì những gì tôi đã nhận được, nhưng đúng, đó chỉ là cầu nguyện và cầu nguyện cho một chiến thắng. Tôi đã luôn làm điều đó từ khi còn nhỏ, ở mọi nơi. . "
Vào tháng 11 năm 2020, Salah có kết quả xét nghiệm dương tính với COVID-19.

## Ngoài bóng đá

### Các nhà tài trợ
Salah có hợp đồng tài trợ với nhà cung cấp trang phục và thiết bị thể thao Adidas: anh ấy mang giày đá bóng Adidas X18.  Anh ấy xuất hiện trong một quảng cáo về World Cup 2018 của Adidas cùng với các cầu thủ khác cũng có hợp đồng với Adidas, bao gồm David Beckham, Lionel Messi và Paul Pogba, và ca sĩ Pharrell Williams.
Vào tháng 3 năm 2018, Salah xuất hiện trong một quảng cáo cho Vodafone Ai Cập. Được quay tại một số địa danh của Merseyside, video ban đầu được phát hành bằng tiếng Ả Rập (nhưng cũng được dịch sang tiếng Anh). Một tháng sau, anh ấy đề cập rằng anh ấy đã bị "xúc phạm" sau khi hình ảnh của anh ấy được hiển thị trên máy bay của đội tuyển quốc gia mà không có sự cho phép của anh ấy trước khi bắt đầu World Cup năm đó, với tư cách là nhà tài trợ chính thức của đội tuyển quốc gia, WE, là một đối thủ của nhà tài trợ của mình.

### Từ thiện
Salah đang tích cực tham gia các dự án tái tạo ở Nagrig, quê hương của anh, nơi có 65% người dân sống trong cảnh nghèo khó, quyên góp tiền để giúp xây dựng trường học và bệnh viện. Dự án bao gồm việc xây dựng một viện Al-Azhar và một đơn vị cứu thương. Trong một cuộc phỏng vấn với Al-Masry Al-Youm , cha của Salah tuyên bố rằng con trai ông từ chối nhận bất kỳ hỗ trợ tài chính nào cho dự án.
Trong thời gian ở Ai Cập, gia đình của Salah đã từng bị cướp, tuy nhiên, tên trộm đã bị cảnh sát bắt giữ, khi cha của Salah chuẩn bị buộc tội anh ta, nhưng Mohamed đã thuyết phục ông ấy bỏ vụ án. Sau đó, Salah đã giúp đỡ tên trộm về mặt tài chính, cho anh ta một số tiền và cố gắng tìm cho anh ta một công việc. Vào tháng 2 năm 2018, sau trận đấu với Tottenham, Salah đã tặng một chiếc áo sao chép cho cổ động viên trẻ tuổi Mohamed Abdel Karim, người trước đó đã được hình dung mặc một chiếc áo đấu đọc tên và số áo của Salah. Hơn nữa, Mohamed Salah đã giúp đỡ hơn 450 gia đình bằng cách cho họ trợ cấp hàng tháng và anh ấy cũng giúp chính phủ bằng cách tặng khoảng 300.000 đô la khi đất nước đang trải qua khủng hoảng kinh tế.

## Trong văn hóa đại chúng
Câu hò reo phổ biến nhất dành cho Salah là của những người hâm mộ Liverpool, họ gọi anh là Vua Ai Cập - "Mo Salah! Mo Salah! Mo Salah! Chạy xuống cánh. Mo Salah la-la-la la-ahh, Vua Ai Cập!", theo giai điệu của bài hát "Sit Down" của ban nhạc indie rock Anh James. Họ cũng sáng tác một bài thánh ca khác theo giai điệu của bài hát "Good Enough" của Dodgy, nói rằng nếu Salah tiếp tục ghi bàn, họ sẽ cải sang đạo Hồi – "Nếu anh ấy đủ tốt với bạn, anh ấy đủ tốt với tôi, nếu anh ấy ghi thêm vài bàn nữa, thì tôi cũng sẽ theo đạo Hồi." Salah đã chấp thuận câu khẩu hiệu này và nó được trích dẫn như một ví dụ về tính bao hàm. Theo một nghiên cứu năm 2021 trong American Political Science Review, việc Salah chuyển đến Liverpool đã giúp giảm 16% tội phạm thù hận trong thành phố, cũng như giảm bớt những lời lẽ chỉ trích trực tuyến về chủ nghĩa Hồi giáo của người hâm mộ Liverpool. Salah sùng đạo đến mức mà nhiều nhân vật thể thao Hồi giáo nổi tiếng khác không có, và sự quyến rũ cùng tính cách phi chính trị của anh đã khiến anh trở thành một nhân vật được yêu thích ở Vương quốc Anh. Trong bữa tiệc ăn mừng bàn thắng của mình, Salah nằm sấp để cảm tạ Chúa theo nghi thức sujud.
Salah được báo chí và người hâm mộ đặt biệt danh là "Pharaoh". Anh cũng được người hâm mộ Liverpool đặt cho biệt danh "Vua Ai Cập", phát sinh từ một câu thánh ca theo giai điệu của bài "Sit Down". Ngoài ra, người Ai Cập còn gọi Salah là "Kim tự tháp thứ tư".
Sau bàn thắng đưa Ai Cập vào vòng chung kết World Cup lần đầu tiên sau 28 năm, một trường học ở Ai Cập đã được đặt theo tên anh. Sau khi Ai Cập bị loại khỏi World Cup, Salah đã ở lại quê nhà để nghỉ dưỡng trước mùa giải. Vào cuối tháng 6, địa chỉ của anh đã vô tình bị rò rỉ trên Facebook. Sau đó, rất đông người hâm mộ đã đến nhà Salah, Salah đã chào đón họ và ký tặng cho một số người, mặc dù theo các báo cáo ở Tây Ban Nha, cảnh sát đã đến để phong tỏa nhà anh.
Trong chuyến du đấu trước mùa giải 2018–19 của của Liverpool tại Hoa Kỳ, nghệ sĩ người Mỹ Brandan Odums đã tạo ra một bức tranh tường tại khu vực Quảng trường Thời đại của Thành phố New York, trưng bày hình ảnh Salah mặc áo đấu của đội tuyển Ai Cập, sau đó cầu thủ này đã đăng một bức ảnh lên mạng xã hội tạo dáng bên cạnh bức tranh. Ở Ai Cập, một số bức tranh tường cũng đã được tạo ra để mô tả hình ảnh của Salah, bao gồm một bức hình ở thủ đô Cairo.
Một minh chứng cho sức ảnh hưởng của anh trong khu vực và trên toàn cầu, Salah đã xuất hiện trên trang bìa của hai tạp chí lớn vào năm 2018: GQ Trung Đông (bài viết đặc biệt có tựa đề "Sự trỗi dậy không thể ngăn cản của Mo Salah") và ấn bản năm 2019 của tạp chí Time Time 100. Là người ủng hộ bình đẳng giới ở Trung Đông, Salah (trong bài viết lọt vào danh sách 100 tạp chí Time) tuyên bố, "Chúng ta cần thay đổi cách đối xử với phụ nữ trong nền văn hóa của mình". Diễn viên hài người Anh và cũng là người hâm mộ Liverpool John Oliver đã viết bài về Salah trong ấn bản 100 của tạp chí Time. Oliver bắt đầu bài viết bằng dòng chữ "Mo Salah là một con người tốt hơn là một cầu thủ bóng đá. Và anh ấy là một trong những cầu thủ bóng đá giỏi nhất thế giới." Mặc dù được vinh danh là "Người đàn ông xuất sắc nhất Trung Đông của năm do tạp chí GQ bình chọn" vào năm 2019, một buổi chụp hình khác của GQ với người mẫu Brazil Alessandra Ambrosio đã khiến anh phải chịu một số chỉ trích trong thế giới Hồi giáo. Vào tháng 1 năm 2020, có thông báo rằng Salah sẽ được vinh danh bằng một bức tượng sáp tại Madame Tussauds ở London.

## Thống kê sự nghiệp

### Câu lạc bộ
Tính đến 22 tháng 5 năm 2025.
| Câu lạc bộ           | Mùa giải            | Giải đấu                | Giải đấu | Giải đấu | Cúp quốc gia | Cúp quốc gia | Cúp liên đoàn | Cúp liên đoàn | Châu lục | Châu lục | Khác | Khác | Tổng cộng | Tổng cộng |
| Câu lạc bộ           | Mùa giải            | Hạng đấu                | Trận     | Bàn      | Trận         | Bàn          | Trận          | Bàn           | Trận     | Bàn      | Trận | Bàn  | Trận      | Bàn       |
| -------------------- | ------------------- | ----------------------- | -------- | -------- | ------------ | ------------ | ------------- | ------------- | -------- | -------- | ---- | ---- | --------- | --------- |
| Al Mokawloon Al Arab | 2009–10             | Egyptian Premier League | 3        | 0        | 2            | 0            | —             | —             | —        | —        | —    | —    | 5         | 0         |
| Al Mokawloon Al Arab | 2010–11             | Egyptian Premier League | 21       | 4        | 4            | 1            | —             | —             | —        | —        | —    | —    | 25        | 5         |
| Al Mokawloon Al Arab | 2011–12             | Egyptian Premier League | 15       | 7        | —            | —            | —             | —             | —        | —        | —    | —    | 15        | 7         |
| Al Mokawloon Al Arab | Tổng cộng           | Tổng cộng               | 39       | 11       | 6            | 1            | —             | —             | —        | —        | —    | —    | 45        | 12        |
| Basel                | 2012–13             | Swiss Super League      | 29       | 5        | 5            | 3            | —             | —             | 16       | 2        | —    | —    | 50        | 10        |
| Basel                | 2013–14             | Swiss Super League      | 18       | 4        | 1            | 1            | —             | —             | 10       | 5        | —    | —    | 29        | 10        |
| Basel                | Tổng cộng           | Tổng cộng               | 47       | 9        | 6            | 4            | —             | —             | 26       | 7        | —    | —    | 79        | 20        |
| Chelsea              | 2013–14             | Premier League          | 10       | 2        | 1            | 0            | 0             | 0             | 0        | 0        | —    | —    | 11        | 2         |
| Chelsea              | 2014–15             | Premier League          | 3        | 0        | 1            | 0            | 2             | 0             | 2        | 0        | —    | —    | 8         | 0         |
| Chelsea              | Tổng cộng           | Tổng cộng               | 13       | 2        | 2            | 0            | 2             | 0             | 2        | 0        | —    | —    | 19        | 2         |
| Fiorentina (mượn)    | 2014–15             | Serie A                 | 16       | 6        | 2            | 2            | —             | —             | 8        | 1        | —    | —    | 26        | 9         |
| Roma (mượn)          | 2015–16             | Serie A                 | 34       | 14       | 1            | 0            | —             | —             | 7        | 1        | —    | —    | 42        | 15        |
| Roma                 | 2016–17             | Serie A                 | 31       | 15       | 2            | 2            | —             | —             | 8        | 2        | —    | —    | 41        | 19        |
| Roma                 | Tổng cộng           | Tổng cộng               | 65       | 29       | 3            | 2            | —             | —             | 15       | 3        | —    | —    | 83        | 34        |
| Liverpool            | 2017–18             | Premier League          | 36       | 32       | 1            | 1            | 0             | 0             | 15       | 11       | —    | —    | 52        | 44        |
| Liverpool            | 2018–19             | Premier League          | 38       | 22       | 1            | 0            | 1             | 0             | 12       | 5        | —    | —    | 52        | 27        |
| Liverpool            | 2019–20             | Premier League          | 34       | 19       | 2            | 0            | 0             | 0             | 8        | 4        | 4    | 0    | 48        | 23        |
| Liverpool            | 2020–21             | Premier League          | 37       | 22       | 2            | 3            | 1             | 0             | 10       | 6        | 1    | 0    | 51        | 31        |
| Liverpool            | 2021–22             | Premier League          | 35       | 23       | 2            | 0            | 1             | 0             | 13       | 8        | —    | —    | 51        | 31        |
| Liverpool            | 2022–23             | Premier League          | 38       | 19       | 3            | 1            | 1             | 1             | 8        | 8        | 1    | 1    | 51        | 30        |
| Liverpool            | 2023–24             | Premier League          | 32       | 18       | 1            | 1            | 2             | 1             | 9        | 5        | —    | —    | 44        | 25        |
| Liverpool            | 2024–25             | Premier League          | 38       | 29       | 0            | 0            | 5             | 2             | 9        | 3        | —    | —    | 52        | 34        |
| Liverpool            | 2025–26             | Premier League          | 0        | 0        | 0            | 0            | 0             | 0             | 0        | 0        | 0    | 0    | 0         | 0         |
| Liverpool            | Tổng cộng           | Tổng cộng               | 288      | 184      | 12           | 6            | 11            | 4             | 84       | 50       | 6    | 1    | 401       | 245       |
| Tổng cộng sự nghiệp  | Tổng cộng sự nghiệp | Tổng cộng sự nghiệp     | 467      | 241      | 31           | 15           | 13            | 4             | 135      | 61       | 6    | 1    | 652       | 322       |

1. ↑  Salah đã ghi 22 bàn - nhiều nhất mùa giải, cùng với đồng đội Sadio Mané và Pierre-Emerick Aubameyang trong mùa giải Ngoại hạng Anh 2018-19
2. ↑  Bao gồm Egypt Cup, Swiss Cup, FA Cup, Coppa Italia
3. ↑  Bao gồm EFL Cup
4. ↑  Hai lần ra sân tại UEFA Champions League, mười bốn lần ra sân và hai bàn thắng tại UEFA Europa League
5. 1 2 3 4 5 6 7 8 9 10  Số lần ra sân tại UEFA Champions League
6. 1 2  Số lần ra sân tại UEFA Europa League
7. ↑  Hai lần ra sân tại UEFA Champions League, sáu lần ra sân và hai bàn thắng tại UEFA Europa League
8. ↑  Một lần ra sân tại FA Community Shield, một lần ra sân tại UEFA Super Cup, hai lần ra sân tại FIFA Club World Cup
9. 1 2  Ra sân tại FA Community Shield

### Quốc tế
Tính đến 25 tháng 3 năm 2025.
| Đội tuyển quốc gia | Năm       | Trận | Bàn |
| ------------------ | --------- | ---- | --- |
| Ai Cập             | 2011      | 2    | 1   |
| Ai Cập             | 2012      | 15   | 7   |
| Ai Cập             | 2013      | 10   | 9   |
| Ai Cập             | 2014      | 9    | 5   |
| Ai Cập             | 2015      | 4    | 2   |
| Ai Cập             | 2016      | 6    | 5   |
| Ai Cập             | 2017      | 11   | 5   |
| Ai Cập             | 2018      | 6    | 7   |
| Ai Cập             | 2019      | 5    | 2   |
| Ai Cập             | 2020      | 0    | 0   |
| Ai Cập             | 2021      | 7    | 2   |
| Ai Cập             | 2022      | 12   | 4   |
| Ai Cập             | 2023      | 8    | 6   |
| Ai Cập             | 2024      | 8    | 4   |
| Ai Cập             | 2025      | 2    | 1   |
| Tổng cộng          | Tổng cộng | 105  | 60  |

### Bàn thắng quốc tế
| #  | Ngày                 | Địa điểm                                                       | Đối thủ              | Bàn thắng | Kết quả      | Giải đấu                            |
| -- | -------------------- | -------------------------------------------------------------- | -------------------- | --------- | ------------ | ----------------------------------- |
| 1  | 8 tháng 10 năm 2011  | Sân vận động Quốc tế Cairo, Cairo, Ai Cập                      | Niger                | 2–0       | 3–0          | Vòng loại CAN 2012                  |
| 2  | 27 tháng 2 năm 2012  | Sân vận động Al-Gharafa, Doha, Qatar                           | Kenya                | 1–0       | 5–0          | Giao hữu                            |
| 3  | 29 tháng 3 năm 2012  | Sân vận động Khartoum, Khartoum, Sudan                         | Uganda               | 1–1       | 2–1          | Giao hữu                            |
| 4  | 31 tháng 3 năm 2012  | Sân vận động Khartoum, Khartoum, Sudan                         | Tchad                | 1–0       | 4–0          | Giao hữu                            |
| 5  | 22 tháng 5 năm 2012  | Sân vận động Al-Merrikh, Omdurman, Sudan                       | Togo                 | 2–0       | 3–0          | Giao hữu                            |
| 6  | 22 tháng 5 năm 2012  | Sân vận động Al-Merrikh, Omdurman, Sudan                       | Togo                 | 3–0       | 3–0          | Giao hữu                            |
| 7  | 10 tháng 6 năm 2012  | Sân vận động 28 tháng 9, Conakry, Guinée                       | Guinée               | 3–2       | 3–2          | Vòng loại World Cup 2014            |
| 8  | 15 tháng 6 năm 2012  | Sân vận động Borg El Arab, Alexandria, Ai Cập                  | Trung Phi            | 2–1       | 2–3          | Vòng loại CAN 2013                  |
| 9  | 6 tháng 2 năm 2013   | Sân vận động Vicente Calderón, Madrid, Tây Ban Nha             | Chile                | 1–2       | 1–2          | Giao hữu                            |
| 10 | 22 tháng 3 năm 2013  | Sân vận động Borg El Arab, Alexandria, Ai Cập                  | Eswatini             | 2–0       | 10–0         | Giao hữu                            |
| 11 | 22 tháng 3 năm 2013  | Sân vận động Borg El Arab, Alexandria, Ai Cập                  | Eswatini             | 3–0       | 10–0         | Giao hữu                            |
| 12 | 9 tháng 6 năm 2013   | Sân vận động Thể thao Quốc gia, Harare, Zimbabwe               | Zimbabwe             | 2–1       | 4–2          | Vòng loại World Cup 2014            |
| 13 | 9 tháng 6 năm 2013   | Sân vận động Thể thao Quốc gia, Harare, Zimbabwe               | Zimbabwe             | 3–1       | 4–2          | Vòng loại World Cup 2014            |
| 14 | 9 tháng 6 năm 2013   | Sân vận động Thể thao Quốc gia, Harare, Zimbabwe               | Zimbabwe             | 4–2       | 4–2          | Vòng loại World Cup 2014            |
| 15 | 16 tháng 6 năm 2013  | Sân vận động Machava, Maputo, Mozambique                       | Mozambique           | 1–0       | 1–0          | Vòng loại World Cup 2014            |
| 16 | 14 tháng 8 năm 2013  | Sân vận động El Gouna, El Gouna, Ai Cập                        | Uganda               | 2–0       | 3–0          | Giao hữu                            |
| 17 | 10 tháng 9 năm 2013  | Sân vận động El Gouna, El Gouna, Ai Cập                        | Guinée               | 3–2       | 4–2          | Vòng loại World Cup 2014            |
| 18 | 5 tháng 3 năm 2014   | Tivoli-Neu, Innsbruck, Áo                                      | Bosna và Hercegovina | 2–0       | 2–0          | Giao hữu                            |
| 19 | 30 tháng 5 năm 2014  | Sân vận động Quốc gia Julio Martínez Prádanos, Santiago, Chile | Chile                | 1–0       | 2–3          | Giao hữu                            |
| 20 | 10 tháng 10 năm 2014 | Sân vận động Quốc gia, Gaborone, Botswana                      | Botswana             | 2–0       | 2–0          | Vòng loại CAN 2015                  |
| 21 | 15 tháng 10 năm 2014 | Sân vận động Quốc tế Cairo, Cairo, Ai Cập                      | Botswana             | 2–0       | 2–0          | Vòng loại CAN 2015                  |
| 22 | 19 tháng 11 năm 2014 | Sân vận động Mustapha Ben Jannet, Monastir, Tunisia            | Tunisia              | 1–0       | 1–2          | Vòng loại CAN 2015                  |
| 23 | 14 tháng 6 năm 2015  | Sân vận động Borg El Arab, Alexandria, Ai Cập                  | Tanzania             | 3–0       | 3–0          | Vòng loại CAN 2017                  |
| 24 | 6 tháng 9 năm 2015   | Sân vận động Thể thao Idriss Mahamat Ouya, N'Djamena, Tchad    | Tchad                | 3–1       | 5–1          | Vòng loại CAN 2017                  |
| 25 | 25 tháng 3 năm 2016  | Sân vận động Ahmadu Bello, Kaduna, Nigeria                     | Nigeria              | 1–1       | 1–1          | Vòng loại CAN 2017                  |
| 26 | 4 tháng 6 năm 2016   | Sân vận động Quốc gia, Dar es Salaam, Tanzania                 | Tanzania             | 1–0       | 2–0          | Vòng loại CAN 2017                  |
| 27 | 4 tháng 6 năm 2016   | Sân vận động Quốc gia, Dar es Salaam, Tanzania                 | Tanzania             | 2–0       | 2–0          | Vòng loại CAN 2017                  |
| 28 | 9 tháng 10 năm 2016  | Sân vận động Thành phố Kintélé, Brazzaville, Cộng hòa Congo    | Cộng hòa Congo       | 1–1       | 2–1          | Vòng loại World Cup 2018            |
| 29 | 13 tháng 11 năm 2016 | Sân vận động Borg El Arab, Alexandria, Ai Cập                  | Ghana                | 1–0       | 2–0          | Vòng loại World Cup 2018            |
| 30 | 25 tháng 1 năm 2017  | Sân vận động Port-Gentil, Port-Gentil, Gabon                   | Ghana                | 1–0       | 1–0          | CAN 2017                            |
| 31 | 1 tháng 2 năm 2017   | Sân vận động Hữu nghị, Libreville, Gabon                       | Burkina Faso         | 1–0       | 1–1          | CAN 2017                            |
| 32 | 5 tháng 9 năm 2017   | Sân vận động Borg El Arab, Alexandria, Ai Cập                  | Uganda               | 1–0       | 1–0          | Vòng loại World Cup 2018            |
| 33 | 8 tháng 10 năm 2016  | Sân vận động Borg El Arab, Alexandria, Ai Cập                  | Cộng hòa Congo       | 1–0       | 2–1          | Vòng loại World Cup 2018            |
| 34 | 8 tháng 10 năm 2016  | Sân vận động Borg El Arab, Alexandria, Ai Cập                  | Cộng hòa Congo       | 2–1       | 2–1          | Vòng loại World Cup 2018            |
| 35 | 23 tháng 3 năm 2018  | Letzigrund, Zürich, Thụy Sĩ                                    | Bồ Đào Nha           | 1–0       | 1–2          | Giao hữu                            |
| 36 | 19 tháng 6 năm 2018  | Sân vận động Krestovsky, Saint Petersburg, Nga                 | Nga                  | 1–3       | 1–3          | World Cup 2018                      |
| 37 | 25 tháng 6 năm 2018  | Volgograd Arena, Volgograd, Nga                                | Ả Rập Xê Út          | 1–0       | 1–2          | World Cup 2018                      |
| 38 | 8 tháng 9 năm 2018   | Sân vận động Borg El Arab, Alexandria, Ai Cập                  | Niger                | 3–0       | 6–0          | Vòng loại CAN 2019                  |
| 39 | 8 tháng 9 năm 2018   | Sân vận động Borg El Arab, Alexandria, Ai Cập                  | Niger                | 5–0       | 6–0          | Vòng loại CAN 2019                  |
| 40 | 12 tháng 10 năm 2018 | Sân vận động Al-Salam, Cairo, Ai Cập                           | Eswatini             | 4–0       | 4–1          | Vòng loại CAN 2019                  |
| 41 | 17 tháng 11 năm 2018 | Sân vận động Borg El Arab, Alexandria, Ai Cập                  | Tunisia              | 3–2       | 3–2          | Vòng loại CAN 2019                  |
| 42 | 26 tháng 6 năm 2019  | Sân vận động Quốc tế Cairo, Cairo, Ai Cập                      | CHDC Congo           | 2–0       | 2–0          | CAN 2019                            |
| 43 | 30 tháng 6 năm 2019  | Sân vận động Quốc tế Cairo, Cairo, Ai Cập                      | Zimbabwe             | 1–0       | 2–0          | CAN 2019                            |
| 44 | 29 tháng 3 năm 2021  | Sân vận động Quốc tế Cairo, Cairo, Ai Cập                      | Comoros              | 3–0       | 4–0          | Vòng loại CAN 2021                  |
| 45 | 29 tháng 3 năm 2021  | Sân vận động Quốc tế Cairo, Cairo, Ai Cập                      | Comoros              | 4–0       | 4–0          | Vòng loại CAN 2021                  |
| 46 | 15 tháng 1 năm 2022  | Sân vận động Roumdé Adjia, Garoua, Cameroon                    | Guiné-Bissau         | 1–0       | 1–0          | CAN 2021                            |
| 47 | 30 tháng 1 năm 2022  | Sân vận động Ahmadou Ahidjo, Yaoundé, Cameroon                 | Maroc                | 1–1       | 2–1 (s.h.p.) | CAN 2021                            |
| 48 | 23 tháng 9 năm 2022  | Sân vận động Borg El Arab, Alexandria, Ai Cập                  | Niger                | 1–0       | 3–0          | Giao hữu                            |
| 49 | 23 tháng 9 năm 2022  | Sân vận động Borg El Arab, Alexandria, Ai Cập                  | Niger                | 3–0       | 3–0          | Giao hữu                            |
| 50 | 24 tháng 3 năm 2023  | Sân vận động 30 tháng 6, Cairo, Ai Cập                         | Malawi               | 1–0       | 2–0          | Vòng loại CAN 2023                  |
| 51 | 28 tháng 3 năm 2023  | Sân vận động quốc gia Bingu, Lilongwe, Malawi                  | Malawi               | 3–0       | 4–0          | Vòng loại CAN 2023                  |
| 52 | 16 tháng 11 năm 2023 | Sân vận động Quốc tế Cairo, Cairo, Ai Cập                      | Djibouti             | 1–0       | 6–0          | Vòng loại World Cup 2026            |
| 53 | 16 tháng 11 năm 2023 | Sân vận động Quốc tế Cairo, Cairo, Ai Cập                      | Djibouti             | 2–0       | 6–0          | Vòng loại World Cup 2026            |
| 54 | 16 tháng 11 năm 2023 | Sân vận động Quốc tế Cairo, Cairo, Ai Cập                      | Djibouti             | 3–0       | 6–0          | Vòng loại World Cup 2026            |
| 55 | 16 tháng 11 năm 2023 | Sân vận động Quốc tế Cairo, Cairo, Ai Cập                      | Djibouti             | 4–0       | 6–0          | Vòng loại World Cup 2026            |
| 56 | 14 tháng 1 năm 2024  | Sân vận động Felix Houphouet Boigny, Abidjan, Bờ Biển Ngà      | Mozambique           | 2–2       | 2–2          | Cúp bóng đá châu Phi 2023           |
| 57 | 10 tháng 6 năm 2024  | Estádio 24 de Setembro, Bissau, Guinea-Bissau                  | Guiné-Bissau         | 1–1       | 1–1          | Vòng loại FIFA World Cup 2026       |
| 58 | 10 tháng 9 năm 2024  | Sân vận động Francistown, Francistown, Botswana                | Botswana             | 3–0       | 4–0          | Vòng loại Cúp bóng đá châu Phi 2025 |
| 59 | 11 tháng 10 năm 2024 | Sân vận động Quốc tế Cairo, Cairo, Ai Cập                      | Mauritanie           | 2–0       | 2–0          | Vòng loại Cúp bóng đá châu Phi 2025 |
| 60 | 21 tháng 3 năm 2025  | Sân vận động Larbi Zaouli, Casablanca, Ma Rốc                  | Ethiopia             | 1–0       | 2–0          | Vòng loại FIFA World Cup 2026       |

## Danh hiệu
Basel
- Swiss Super League: 2012–13

Liverpool
- Premier League: 2019–20, 2024–25
- FA Cup: 2021–22
- EFL Cup: 2021–22, 2023–24
- FA Community Shield: 2022
- UEFA Champions League: 2018–19
- UEFA Super Cup: 2019
- FIFA Club World Cup: 2019

Ai Cập

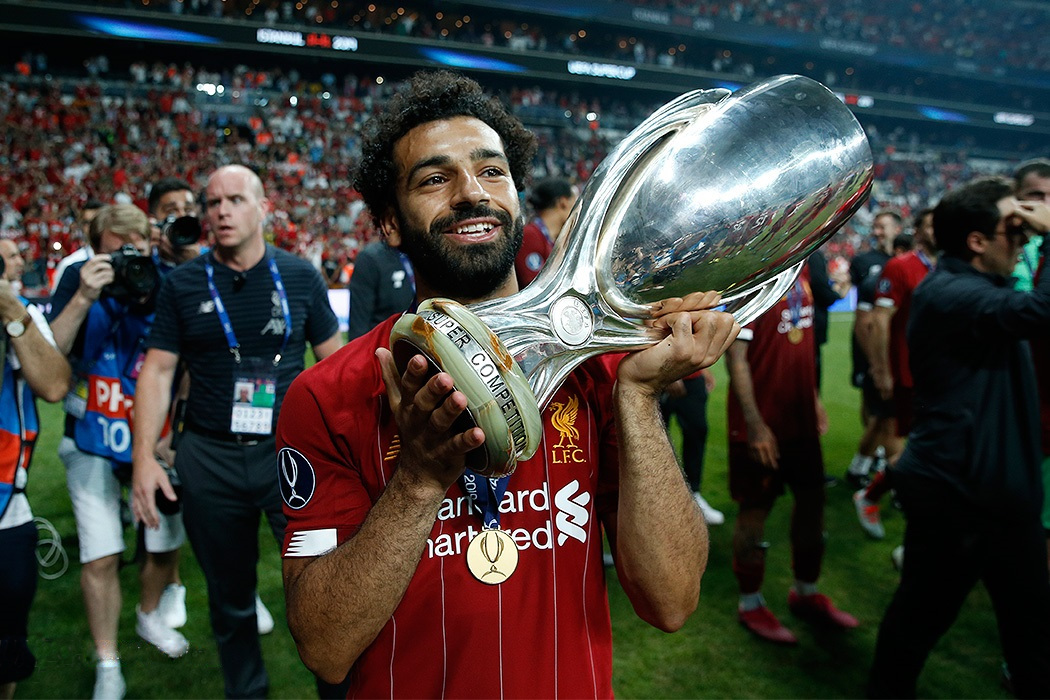
Salah với danh hiệu UEFA Super Cup 2019.

- Africa Cup of Nations á quân: 2017, 2021

Cá nhân
- Cầu thủ xuất sắc nhất mùa giải của AS Roma: 2015–16
- Cầu thủ xuất sắc nhất trong tháng của PFA: tháng 11 năm 2017,  tháng 12 năm 2017,  tháng 2 năm 2018,  tháng 3 năm 2018,  tháng 12 năm 2018,  tháng 1 năm 2019,  tháng 4 năm 2019
- Cầu thủ xuất sắc nhất Premier League mùa giải: 2017–18
- Đội hình xuất sắc nhất UEFA Champions League mùa giải: 2017–18
- Giải thưởng Cầu thủ xuất sắc nhất mùa giải của người hâm mộ Liverpool: 2017–18
- Giải thưởng Cầu thủ xuất sắc nhất mùa giải của các cầu thủ Liverpool: 2017-18
- Cầu thủ xuất sắc nhất của người hâm mộ PFA: 2017–18
- Cầu thủ xuất sắc nhất châu Phi của BBC: 2017, 2018
- Cầu thủ xuất sắc nhất châu Phi: 2017, 2018
- Cầu thủ xuất sắc nhất của PFA: 2017–18
- Cầu thủ xuất sắc nhất FWA: 2017–18
- Đội ESM của năm: 2017–18
- Cầu thủ xuất sắc nhất tháng của Premier League: Tháng 11 năm 2017, tháng 2 năm 2018, tháng 3 năm 2018
- Vua phá lưới Premier League: 2017–18, 2018–19, 2021–22, 2024–25
- Chiếc giày vàng Premier League: 2017–18, 2018–19, 2021–22, 2024–25
- Giải thưởng FIFA Puskás: 2018
- Cầu thủ xuất sắc nhất của Liên đoàn cổ động viên bóng đá: 2018
- Top 100 người Châu Phi có ảnh hưởng nhất do tạp chí New Africa bình chọn: 2018
- Bàn thắng của Liverpool trong mùa giải: 2018–19
- Quả bóng vàng FIFA Club World Cup: 2019
- Giải thưởng Cầu thủ xuất sắc nhất của người hâm mộ: 2020
- Đội nam của năm IFFHS CAF: 2020
- Cầu thủ xuất sắc nhất thập kỷ của IFFHS CAF: 2011–2020
- Đội nam của thập kỷ IFFHS CAF: 2011–2020
- Đội hình tiêu biểu Ngoại hạng Anh: 2017–18, 2018–19, 2019–20, 2020–21.

## Giá trị chuyển nhượng
Tính đến đầu năm 2024, Salah được định giá 200 triệu Euro, bởi một số clb ở ả rập.